# 労義
労義（ろう・ぎ、1986年4月25日）は中国の男子陸上競技選手。専門は短距離走。広西チワン族自治区北海市出身。
2010年アジア競技大会で100mと4×100mリレーで優勝し2冠を飾った。